# Ian Fleming

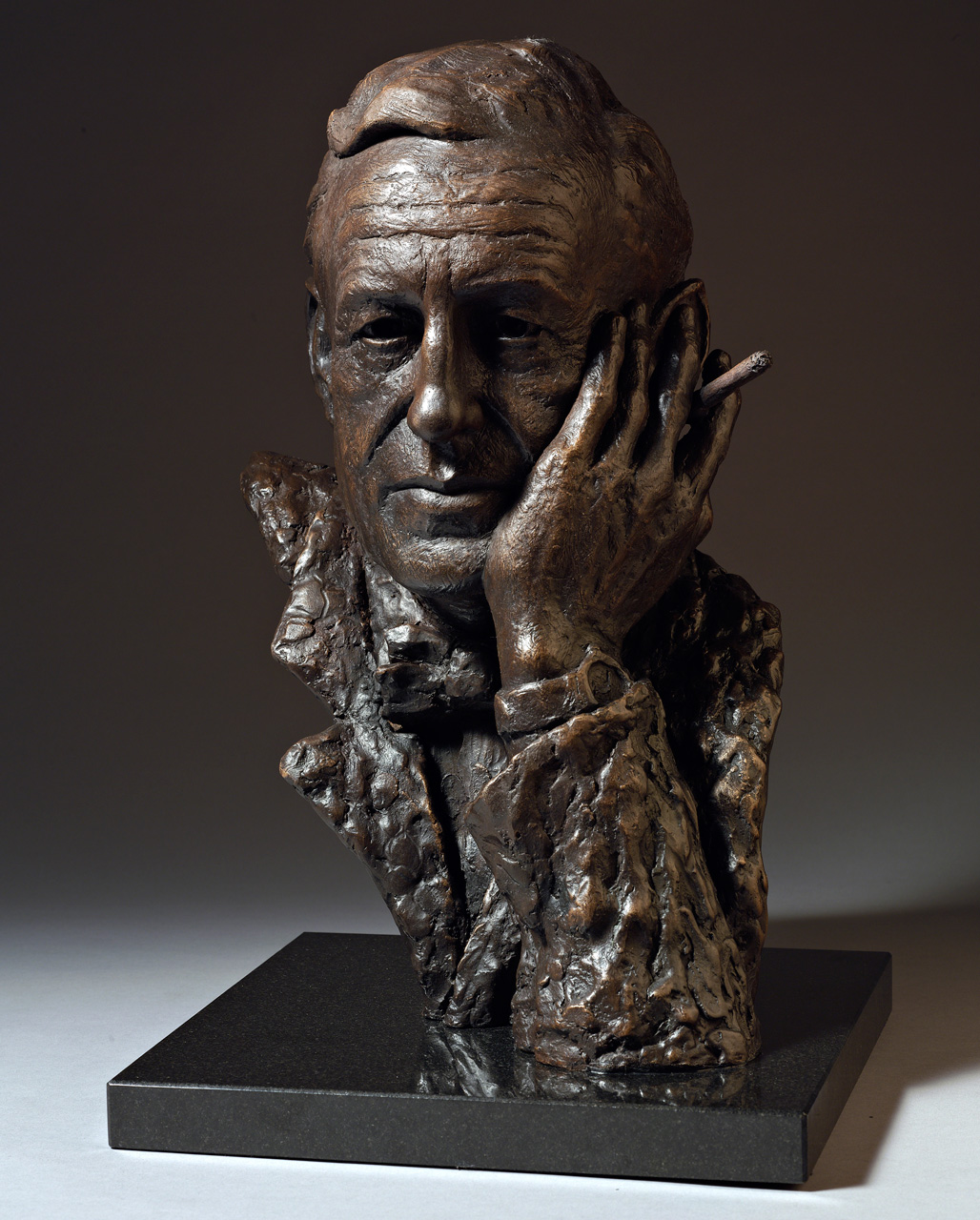
Ian Fleming (Bronzebüste des Bildhauers Anthony Smith)

Ian Lancaster Fleming (* 28. Mai 1908 in London; † 12. August 1964 in Canterbury, England) war ein britischer Schriftsteller. Bekannt wurde er vor allem mit seinen Spionageromanen und der von ihm erdachten Roman- und Filmfigur James Bond sowie seinem Kinderbuch Chitty Chitty Bang Bang.

## Familie
Ian Lancaster Fleming wurde am 28. Mai 1908 in der 27 Green Street im wohlhabenden Londoner Stadtteil Mayfair geboren.
Seine Mutter war Evelyn (geb. Rose), und sein Vater war der konservative Politiker Valentine Fleming, der von 1910 bis 1917 Abgeordneter des Wahlkreises Henley im Unterhaus war. Sein Großvater war der schottische Bankier Robert Fleming, der die Scottish American Investment Company und die Handelsbank Robert Fleming & Co. mitbegründete. Als Kind lebte Ian kurz mit seiner Familie im Braziers Park in Oxfordshire. Mit Beginn des Ersten Weltkriegs 1914 trat Valentine Fleming der „C“-Schwadron, Queen’s Own Oxfordshire Hussars bei und stieg in den Rang eines Majors auf. Er wurde am 20. Mai 1917 durch deutschen Beschuss an der Westfront getötet; Winston Churchill schrieb einen Nachruf in der Times. Da die Familie ein Anwesen in Arnisdale besaß, wurde Valentines Tod am Glenelg War Memorial gedacht.
Flemings älterer Bruder Peter Fleming (1907–1971) wurde Reiseschriftsteller und heiratete die Schauspielerin Celia Johnson. Peter diente während des Zweiten Weltkriegs bei den Grenadier Guards und war an Operationen hinter den feindlichen Linien in Norwegen und Griechenland beteiligt. Fleming hatte die jüngeren Brüder Michael (1913–1940) und Richard (1911–1977), und eine jüngere uneheliche Halbschwester mütterlicherseits – die Cellistin Amaryllis Fleming (1925–1999), deren Vater der walisische Maler Augustus John war. Amaryllis wurde während einer langjährigen Beziehung zwischen John und Evelyn gezeugt, die 1923 – sechs Jahre nach Valentines Tod – begonnen hatte.
Der Schauspieler Christopher Lee war ein Cousin Flemings. Er spielte im Film Der Mann mit dem goldenen Colt (1974) die Rolle von Bonds Gegenspieler Scaramanga.

## Biografie

### Jugend
Ian Fleming wuchs im Londoner Stadtteil Mayfair auf. Er war ab 1921 Schüler des Eton College, wo er Französisch, Russisch und Deutsch lernte und zweimal die Athletikauszeichnung erringen konnte, später allerdings wegen eines Vorfalls mit einem Mädchen die Schule verlassen musste. Die Militärakademie Sandhurst besuchte er nur wenige Monate und verließ sie nach einer Gonorrhoe-Infektion.
Von seiner Mutter gedrängt, verließ Fleming England 1927, um im österreichischen Kitzbühel eine Privatschule im einstigen Bauernhaus und heutigen Luxushotel Tennerhof zu besuchen. Dort sollte er sich auf eine Karriere im britischen Außenministerium vorbereiten. Die Schule wurde von dem ehemaligen Mitarbeiter des britischen Geheimdienstes Ernan Forbes Dennis und dessen Frau, der Schriftstellerin Phyllis Bottome, geleitet. Beide waren Schüler und Mitarbeiter des Wiener Individualpsychologen Alfred Adler. In dieser Zeit wurde Fleming ein guter Skifahrer.
Er konnte sich frei nach seinen Vorstellungen entfalten, studierte Sprachen und Psychologie an den Universitäten München und Genf und schrieb seine ersten Kurzgeschichten und Gedichte, ohne allerdings zu diesem Zeitpunkt die Absicht zu haben, Schriftsteller zu werden. Er verlobte sich mit der Schweizerin Monique Panchaud de Bottomes, löste die Verbindung aber auf Drängen seiner Mutter wieder.
Nachdem er an der Aufnahmeprüfung des Außenministeriums gescheitert war, arbeitete er ab Oktober 1931 als Journalist bei Reuters. Er berichtete unter anderem von den Motorsportwettbewerben in den Alpen, was zu seiner Vorliebe für schnelle Autos passte. Sein größter Erfolg als Journalist war ein Bericht zu einem stalinistischen Schauprozess in Moskau gegen sechs britische Ingenieure von Metropolitan-Vickers, denen Spionage vorgeworfen wurde. Er bat auch Stalin selbst um ein Interview, der ihm jedoch mit einem eigenhändigen Schreiben aufgrund Zeitmangels absagte. Der Aufenthalt in Moskau prägte Flemings späteres Bild von der Sowjetunion.
Fleming arbeitete gern als Journalist, die Einnahmen aus diesem Beruf genügten allerdings nicht für seinen kostspieligen Lebensstil, da ihm weder das Erbe seines Vaters noch das des Großvaters zukam. Daher wechselte er zu einer einträglicheren Tätigkeit bei der Handelsbank Cull & Co. und wurde schließlich Börsenmakler bei Rowe & Pitman. Für diesen Beruf war er jedoch wenig geeignet und er langweilte ihn – ein Freund nannte ihn „den schlechtesten Börsenmakler der Welt“. Von 1934 bis 1945 wohnte Fleming in einer ehemaligen Baptistenkirche in der Ebury Street 33, London, die er von dem faschistischen Politiker Oswald Mosley erworben hatte. Dieselbe Wohnung beschreibt Fleming in seinem 1955 erschienenen James-Bond-Roman Moonraker, in dessen Handlung sie der Antagonist Sir Hugo Drax als konspirativen Unterschlupf nutzt.

### Spion
Mit Beginn des Zweiten Weltkriegs trat Fleming 1939 als Lieutenant der Royal Naval Reserve in den Marine-Nachrichtendienst British Naval Intelligence Department ein und wurde persönlicher Adjutant von dessen Direktor, Konteradmiral John Godfrey. So war Fleming 1940 unter anderem dafür zuständig, Gibraltar und Südspanien vor der Radarüberwachung durch die Deutschen zu schützen. Dieser Auftrag hatte den Codenamen Operation Goldeneye.
Ab 1941 wurde er als Verbindungsoffizier zum US-Marinegeheimdienst eingesetzt. Fleming beriet den US-amerikanischen Nachrichtendienstkoordinator William J. Donovan bei dessen geplanter Reorganisation der amerikanischen Nachrichtendienste, aus der das Office of Strategic Services (OSS) und später die CIA hervorging. Donovan setzte zwar nur wenige der Anregungen Flemings um, schenkte ihm aber zum Dank einen .38 Special Colt Official Police mit der Aufschrift „For Special Services“. Bei Flemings späterer Behauptung, dass er die „Blaupause“ zur Gründung der CIA geliefert habe, handelt es sich um eine starke Übertreibung.
Als Verbindungsoffizier hielt sich Fleming 1941 im portugiesischen Seebad Estoril auf und besuchte auch das Casino Estoril, das damals größte Casino Europas. Beim Chemin de fer soll er sich die Inspiration zum Roman Casino Royale geholt haben. Die Romanhandlung mit dem Chemin-de-fer-Casino verlegte er an die französische Atlantikküste.
Ab Ende 1943 war Fleming für die Einsatzplanung des Commando 30 (Assault Unit) der Royal Marines zuständig, das 1942 aufgestellt worden war, für die er Kommandoeinsätze plante, aber an den Einsätzen selber nicht teilnahm. Aufgabe des Verbandes war den vorrückenden alliierten Streitkräften voraus aufzuklären und verdeckte Infiltrationen in feindliches Gebiet zu Land, über See oder aus der Luft, um Informationen über Funkschlüssel, Dokumente, Ausrüstung oder feindliches Personal und Truppenteile zu gewinnen. Im Zuge einer Militärkonferenz verbrachte Fleming 1944 etwas Zeit auf Jamaika und war dort von der üppigen Landschaft beeindruckt, die ihn nach Kriegsende immer wieder zurückkehren ließ. Nach Angaben von John Christopher Ainsworth-Davis („Christopher Creighton“) soll Fleming kurz vor Kriegsende auch einen Plan zur Entführung von Martin Bormann entwickelt haben.
Während des Krieges ging er eine Liebesbeziehung mit Lady Ann O’Neill (geb. Charteris) ein, die zunächst mit dem Heeresoffizier Baron O’Neill verheiratet war. Nach dessen Tod an der Front heiratete sie – da Fleming sich noch nicht binden wollte – 1945 den Pressemagnaten Esmond Harmsworth, 2. Viscount Rothermere, Herausgeber der Daily Mail. Als verbindender Faktor der komplizierten Beziehung zu Ann gilt die gemeinsame Neigung zum Spanking. Simon Winder, Autor und Herausgeber einer Neuauflage von Bond-Romanen, nannte Fleming einen Sado-Masochisten. Die Neigung schlägt sich auch in den Romanen nieder, die fast immer eine Folter-Szene mit Bond als Opfer enthalten, was in den Filmen zumeist gekürzt wird. John Lanchester nimmt an, dass der Kontrast zwischen der realen, schwierigen und anspruchsvollen Liebe zwischen Fleming und seiner späteren Frau einerseits und die vordergründigen und stereotypen Sex- und Gewaltszenen in den Romanen für Ann beschämend gewirkt haben müssen und dass sich hieraus ihre klare Ablehnung der Bond-Figur erklärt.

### Journalist und Romanautor
Nach seinem Ausscheiden aus dem Militärdienst wurde Fleming Leiter des Korrespondentennetzes der Sunday Times. Er erwarb nach Kriegsende 1946 ein Strandgrundstück auf Jamaika, entwarf ein Haus und nannte es Goldeneye. Dort verlebte er anschließend regelmäßig die kalten Wintermonate. Seine Geliebte Ann ließ sich von Viscount Rothermere scheiden und heiratete Anfang 1952 Fleming. Noch im gleichen Jahr bekamen sie ihren Sohn Casper. 1953 übernahm Fleming die berühmte Rolle des „Atticus“, des leitenden Kolumnisten der Sunday Times, den schon viele Autoren und Politiker verkörperten.
Während der Flitterwochen schrieb Fleming ab 17. Februar 1952 seinen ersten Spionageroman Casino Royale mit der später berühmt gewordenen Figur des Agenten James Bond. Dieser war angelehnt an verschiedene Geheimdienstmitarbeiter, die Fleming kennengelernt hatte, und an seinen Bruder Peter Fleming. Er verkaufte die Rechte an seinem Erstling für 6.000 Dollar an den Hollywood-Schauspieler und -Regisseur Gregory Ratoff, der James Bond am 21. Oktober 1954 zum ersten Mal ins amerikanische Fernsehen brachte. Doch Casino Royale erhielt wenig Zuspruch vom Publikum, und Drehbücher zu einer geplanten Serie namens James Bond, Secret Agent landeten in der Versenkung. Davon unbeirrt verfasste Fleming drei weitere Romane, ehe er 1957 From Russia with Love herausbrachte. Später nannte John F. Kennedy diesen Titel in einer Liste seiner Lieblingsbücher.
Fleming hatte eigentlich die Absicht, damit seine Bond-Reihe zu beenden, um sich ernsthafteren Werken zu widmen. Doch aufgrund der mittlerweile enormen Popularität der Figur entschloss sich Fleming, noch weitere Erzählungen über den Geheimagenten zu schreiben. Bond rückte nun immer mehr in das Interesse der Öffentlichkeit; die Londoner Zeitung Daily Express veröffentlichte 1957 sogar einen kurzen 007-Comic-Strip. Fleming ließ sich von seiner Reportage über Diamantenschmuggel für die Sunday Times für seinen Roman Diamonds Are Forever inspirieren, der ebenfalls 1957 erschien. In den Jahren 1958 und 1959 arbeitete er noch an einer Städte-Reihe der Sunday Times, die später auch als Buch unter dem Namen Thrilling Cities veröffentlicht wurde. Nachdem auch Goldfinger (1959) und Thunderball (1961) großen Erfolg hatten, investierte Fleming weniger in den Journalismus und konzentrierte sich hauptsächlich auf seine Romane. Als Geburtstag von James Bonds Dauergegner Ernst Stavro Blofeld verwendete Fleming seinen eigenen, den 28. Mai 1908 (Im Geheimdienst ihrer Majestät).
Mittlerweile hatte Filmproduzent Harry Saltzman eine Option auf fast alle Romane und Kurzgeschichten von Fleming erworben (Ausnahmen waren zu diesem Zeitpunkt Moonraker und Casino Royale) und suchte nun nach einer Finanzierung für den ersten abendfüllenden James-Bond-Film. Erst 1962 konnte durch das finanzielle Engagement von Albert R. Broccoli der erste Bond-Streifen James Bond – 007 jagt Dr. No mit Sean Connery in der Hauptrolle in den Kinos anlaufen. Fleming erhielt 100.000 britische Pfund für jeden Titel und eine prozentuale Beteiligung auf Kinoeinspielergebnisse der produzierten Filme. Dem Regisseur der ersten Bond-Filme, Terence Young, lieferte Ian Fleming auch die Grundidee zu dessen Film Mohn ist auch eine Blume (The Poppy Is Also a Flower) von 1966.
Insgesamt verfasste Fleming zwölf James-Bond-Romane und neun James-Bond-Kurzgeschichten (short stories), die in 23 Sprachen übersetzt wurden. Letztere wurden bereits in Großbritannien und den USA unter zum Teil unterschiedlichen Buchtiteln veröffentlicht, in den Übersetzungen häufig einzeln oder in anderen Zusammenstellungen. Die Bond-Romane beruhen nach Flemings Angaben zu 90 % auf wahren Begebenheiten und eigenen Erlebnissen. Die Romane fanden fast vollständig Eingang in die Film-Drehbücher.

### Lebensende

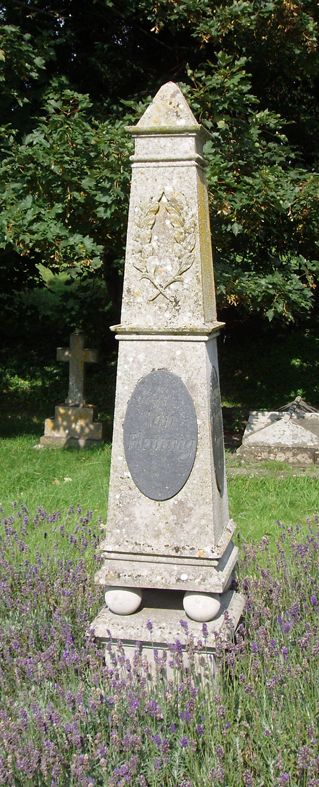
Ian Flemings Grab in Sevenhampton

1964 erkrankte Fleming an einer Grippe, die sich schließlich zu einer Brustfellentzündung entwickelte, und auch generell verschlechterte sich sein Gesundheitszustand; seine Vorlieben Rauchen, Trinken, reichlich fette Kost und die Weltreisen führten zu ersten Verschleißerscheinungen. Im August desselben Jahres ereilte ihn während einer Sitzung des Golfkomitees von St. Georges ein Herzinfarkt, und er starb wenig später an der Sandwich Bay in der Grafschaft Kent.
Ian Fleming ist auf dem Friedhof von Sevenhampton beerdigt, einem Dorf nordöstlich von Swindon in der Grafschaft Wiltshire. Sein Sohn Casper, der 1975 Suizid beging, und seine Frau Ann († 1981) sind neben ihm bestattet.

## Nachwirkung
Auf Flemings Leben beruhen die in Großbritannien ausgestrahlte Fernsehbiografie Goldeneye (1989) mit Charles Dance als Fleming, der hauptsächlich fiktive Spielfilm Das geheime Leben des Ian Fleming (1990) mit Jason Connery und der BBC-Fernsehfilm Ian Fleming: Bondmaker (2005) mit Ben Daniels. Die ebenfalls von BBC ausgestrahlte Dokumentation Ian Fleming: Where Bond Began (2008) wurde von der ehemaligen Bondgirl-Darstellerin Joanna Lumley moderiert. In der vierteiligen BBC-Miniserie Fleming: Der Mann, der Bond wurde wird Fleming von Dominic Cooper verkörpert. Die deutschsprachige Erstausstrahlung erfolgte bei Arte.
In dem Spielfilm Die Täuschung über die Vorbereitung der Operation Mincemeat wird Fleming in einer Nebenrolle durch Johnny Flynn verkörpert.
Die 2024 erschienene Action-Spionagekomödie The Ministry of Ungentlemanly Warfare verweist ebenfalls auf Ian Flemings Wirken im Bereich der Geheimdienstoperationen im britischen Marineministerium. Im Film wird er von Freddie Fox verkörpert. Im Abspann des Films wird erwähnt, dass March-Phillipps eine Vorlage für die Figur James Bond gewesen sei.
Flemings vergoldete Royal-Quiet-De-Luxe-Reiseschreibmaschine wurde 1994 bei Christie’s für 56.000 Pfund an einen unbekannten Sammler versteigert. Ein .357 Magnum Colt Python, den der amerikanische Waffenhersteller Colt Defense 1964 Ian Fleming geschenkt hatte und der die Aufschrift „Presented To Ian Fleming By Colt's Patent Fire Arms Mfg. Co.“ trägt, wurde am 28. März 2007 bei Bonhams versteigert und ging für 12.000 Pfund an einen anonymen Sammler.
Der Flughafen Boscobel Aerodrome auf Jamaika, der 5 km von Flemings Villa Goldeneye entfernt liegt, wurde 2011 in Ian Fleming International Airport umbenannt.
Zum Text des Liedes Live and Let Die der Band Wings wurde sein Verfasser Paul McCartney 1972 von dem gleichnamigen Roman Flemings inspiriert.

## Werke

### James-Bond-Romane
- Casino Royale. 1953 (dt. Casino Royale. Frankfurt am Main 1960; zuletzt München 2007 unter ISBN 978-3-453-50037-2)
- Live And Let Die. 1954 (dt. Leben und sterben lassen. Frankfurt am Main und Berlin 1961; vollständig überarbeitete Taschenbuchausgabe München 2003, ISBN 3-453-87036-0)
- Moonraker. 1955 (dt. 007 James Bond Mondblitz. Bern und München 1967; später auch unter dem Titel James Bond, Moonraker streng geheim. zuletzt als vollständig überarbeitete Taschenbuchausgabe unter dem Titel James Bond 007, Moonraker. München 2004, ISBN 3-453-87037-9)
- Diamonds Are Forever. 1956 (dt. Diamantenfieber. Frankfurt am Main 1960; vollständig überarbeitete Taschenbuchausgabe München 2003, ISBN 3-453-87038-7)
- From Russia With Love. 1957 (dt. Liebesgrüße aus Moskau. Konstanz 1961; vollständig überarbeitete Taschenbuchausgabe München 2003, ISBN 3-453-87039-5)
- Doctor No. 1958 (dt. 007 James Bond jagt Dr. No. Bern und München 1965; vollständig überarbeitete Taschenbuchausgabe München 2004, ISBN 3-453-87040-9)
- Goldfinger. 1959 (dt. 007 James Bond contra Goldfinger. Bern und München 1965; später unter dem Titel James Bond, Goldfinger. zuletzt 1999 unter ISBN 3-502-79224-0)
- Thunderball. 1961 (dt. James Bond 007 – Feuerball. Bern und München 1967; zuletzt unter dem Titel James Bond, sag niemals nie oder Aktion Feuerball. Bern, München und Wien 1999, ISBN 3-502-79222-4)
- The Spy Who Loved Me. 1962 (dt. 007 Der Spion, der mich liebte. Bern und München 1966; zuletzt 1999 unter ISBN 3-502-79228-3)
- On Her Majesty's Secret Service. 1963 (dt. 007 James Bond und sein gefährlichster Auftrag. Bern und München 1964; später unter dem Titel James Bond, im Dienst ihrer Majestät. zuletzt 1999 unter ISBN 3-502-79227-5)
- You Only Live Twice. 1964 (dt. 007 James Bond reitet den Tiger. Bern und München 1966; später unter dem Titel James Bond, du lebst nur zweimal. zuletzt 1999 unter ISBN 3-502-79229-1)
- The Man With The Golden Gun. 1965 (dt. 007 James Bond und der Mann mit dem goldenen Colt. Bern und München 1966; auch unter dem Titel James Bond und der goldene Colt; zuletzt als James Bond, der Mann mit dem goldenen Colt. Bern, München und Wien 1999, ISBN 3-502-79225-9)

### James-Bond-Kurzgeschichten
- For Your Eyes Only. 1960, fünf Kurzgeschichten (dt. 007 James Bond greift ein. Fünf Spezialfälle. Bern und München 1965), im Original mit „From a View to a Kill“, „For your Eyes Only“, „Risico“, „Quantum of Solace“ und „The Hildebrand Rarity“.
- Octopussy and the Living Daylights. 1966 posthum (dt. 007 James Bond, Riskante Geschäfte. Bern und München 1968; 8. Auflage 1983, ISBN 3-502-55914-7), im Original zuerst mit zwei Kurzgeschichten publiziert („Octopussy“ und „The Living Daylights“), später wurde „The Property of a Lady“ hinzugefügt.
- From a View to a Kill (dt. 007 James Bond, Tod im Rückspiegel. Bern und München 1967; später unter dem Titel 007 James Bond, Im Angesicht des Todes. zuletzt 1993 unter ISBN 3-502-51457-7), war im Original bereits in der Kurzgeschichtensammlung „For Your Eyes Only“ enthalten.
- 007 In New York, 1963, in Thrilling Cities., die einzige James-Bond-Erzählung in diesem Band, (dt. 007 in New York in Die Großstädter, Septime Verlag, 2012; ISBN 978-3-902711-10-6).

### Kinderbücher
- Chitty Chitty Bang Bang, the magical car. 1964 (dt. Tschitti-tschitti-bäng-bäng. 2 Bände, Bern 1965 und 1966; 10. Auflage in einem Band unter dem Titel Tschitti-Tschitti-Bäng-Bäng. Die Abenteuer eines Wunderautos. Ravensburg 1980, ISBN 3-473-39137-9)

### Sachbücher
- The Diamond Smugglers (1957)
- Thrilling Cities (1963), inklusive der James-Bond-Kurzgeschichte „007 in New York“

### Unveröffentlichte Bücher
- The Black Daffodil (1921–1926)
- The True Tale of Captain Kidd's Treasure (1921–1926)
- Death, on Two Occasions (1927)
- Mercury Refence Book (1945–1946)
- State Of Excitement – Impressions of Kuwait (1960)